# Xylopia hypolampra
Xylopia hypolampra este o specie de plante angiosperme din genul Xylopia, familia Annonaceae, descrisă de Gottfried Wilhelm Johannes Mildbraed și Friedrich Ludwig Diels. Conform Catalogue of Life specia Xylopia hypolampra nu are subspecii cunoscute.